# Meteorologiåret 1990

## Händelser

### Januari
- Januari - I Havraryd, Sverige slås nytt nederbördsrekord för månaden, 223 millimeter [1].
- 9 januari – I Vanprovinsen, Turkiet uppmäts temperaturen −46.4 °C (−51.5 °F), vilket blir Turkiets lägst uppmätta temperatur någonsin [2].
- 26 januari – Ett våldsamt oväder drar fram över nordvästra Europa, och drabbar framför allt Belgien, Nederländerna, Frankrike, Västtyskland samt stora delar av Skandinavien. Totalt dödas 100 personer.[3]
- 27 januari – En storm rasar i Halland, Sverige [4].

### Februari
- Februari – Med medeltemperaturen + 6,5 upplever Sunndalsøra Norges mildaste februarimånad någonsin [5].
- 23 februari – I Mållingen, Norge noteras norskt värmerekord för månaden med + 18,9 °C [5].
- 24 februari – I Sønderborg, Danmark uppmäts temperaturen + 15.8 °C, vilket blir Danmarks högst uppmätta temperatur för månaden [6].
- 27 februari - Vasaloppet ställs in för första gången sedan 1934, orsaken är snöbrist[7].

### Mars
- Mars – Sverige upplever en mycket mild marsmånad, med rekordhöga temperaturer på flera håll. I Stockholm noteras 4.9 °C, och därmed slås det gamla rekordet på + 4.6 °C från 1822.[3]
- 18 mars – I Karup, Danmark uppmäts temperaturen + 22 °C, vilket blir Danmarks högst uppmätta temperatur för månaden [6].

### Juli
- 27 juli – I Narsarsuaq, Grönland uppmäts temperaturen + 25.5 °C, vilket blir Grönlands högst uppmätta temperatur för månaden [8].

### Augusti
- 2 augusti – I Hawarden Bridge, Flintshire i Wales, Storbritannien uppmäts temperaturen + 35.2 °C (95.4 °F), vilket blir Wales högst uppmätta temperatur någonsin [9].
- 16 augusti – En intensiv tromb drar fram genom Årjängs kommun, Sverige i ett två mils stråk [10].

### September
- September-oktober - Sverige upplever så kallad brittsommar [11].
- 5 september – Nio inch regn faller inom två dagar Duluth i Minnesota, USA och orsakar skador på vägarna för miljontals US-dollar [12].

### December
- December - De norra delarna av svenska Lappland  upplever en av 1900-talets mildaste jular [13].
- 22 december – Vid Kap Morris Jesup, Grönland uppmäts temperaturen - 48.9 °C, vilket blir Grönlands lägst uppmätta temperatur för månaden [8].
- 24 december – Trondheim, Norge upplever med +8.8 °C sin mildaste julaftonskväll någonsin [14].

### Okänt datum
- FN:s andra världskonferens om klimatet hålls [15].
- FN:s klimatpanel publicerar sin första rapport om växthusgaser, och handlar om att forskarna känner sig säkra på att utsläpp av mänskliga aktiviteter ökar halten av växthusgaser i jordens atmosfär, vilket man menar leder till uppvärmning av jorden [16].
- SVT har övergått till den nya tekniken chroma-key för väderpresentationen [17].

### Fotnoter
1. ↑  SMHI
2. ↑  ”Sıkça Sorulan Sorular - Meteoroloji Genel Müdürlüğü”. Dmi.gov.tr. Arkiverad från originalet den 3 juli 2011. https://web.archive.org/web/20110703033621/http://dmi.gov.tr/genel/sss.aspx?s=sicaklikenleri2. Läst 20 augusti 2010.
3. 1 2   Horisont 1990. Bertmarks
4. ↑  SMHI
5. 1 2  MET
6. 1 2  Vejrekstremer i Danmark Arkiverad 19 januari 2013 hämtat från the Wayback Machine. DMI
7. ↑  20:e århundrades När Var Hur, Bernt Himmelstedt, Forum, 1999
8. 1 2  DMI
9. ↑  ”Extreme weather”. Met Office. Arkiverad från originalet den 29 december 2010. https://web.archive.org/web/20101229172517/http://www.metoffice.gov.uk/climate/uk/extremes/index.html. Läst 20 augusti 2010.
10. ↑  SMHI
11. ↑  SMHI
12. ↑  ”Arkiverade kopian”. Arkiverad från originalet den 26 juli 2010. https://web.archive.org/web/20100726102501/http://www.climate.umn.edu/pdf/day_in_weather_history/september_wx_history.pdf. Läst 16 februari 2011.
13. ↑  John Pohlmans blogg 23 december 2010 - Julhelger, en tillbakablick Arkiverad 26 december 2010 hämtat från the Wayback Machine.
14. ↑  MET
15. ↑  SMHI
16. ↑  När Var Hur 2008, DN
17. ↑  John Pohlmans blogg 21 november 2010 - TV-väder historik del 9 Arkiverad 15 december 2010 hämtat från the Wayback Machine.